# Jeanette (cântăreață)
Janette Anne Dimech (n. 10 octombrie 1951, Londra, Anglia, Regatul Unit), cunoscută sub numele de scenă Jeanette, este o cântăreață și compozitoare spaniolă de origine engleză.

## Biografie
Tatăl lui Dimech este de origine malteză și a trăit în Congo Belgian, iar mama spaniolă este originară din Insulele Canare. Din cauza afacerii de import-export a bunicilor săi, s-a născut în suburbia londoneză Willesden⁠(d) și a crescut în Chicago și La Habra, California⁠(d). După despărțirea părinților, când avea 12 ani, s-a mutat la Barcelona cu mama, fratele și sora ei mai mică. După ce a crescut în Statele Unite, când s-a mutat prima dată în Spania vorbea doar engleza. La început a fost trimisă la o școală americană, dar mai târziu s-a împrietenit cu niște copii spanioli din localitate, care au ajutat-o să învețe spaniola.

## Carieră
În anii 1960, Jeanette a învățat să cânte la chitară și a început să își scrie propriile cântece. Muzica ei se inspira din muzica folk americană, iar idolii ei erau Bob Dylan, Donovan și The Byrds. Mai târziu s-a alăturat formației studențești Pic-Nic⁠(d) în calitate de cântăreață, iar în 1967 au avut un oarecare succes cu o versiune folk a cântecului spaniol pentru copii Cállate, niña. 
În 1976, Carlos Saura a inclus cântecul Porque te vas al lui Jeanette, din 1974, în filmul său Cría cuervos⁠(d), ceea ce l-a propulsat să devină un hit major și unul dintre cele mai cunoscute cântece pop spaniole din toate timpurile. 
Figura lui Jeanette a fost reevaluată în secolul XXI și este considerată în prezent un artist cult și o influență asupra muzicii pop independente de limbă spaniolă. În 2010, 20 minutos⁠(d) a descris-o pe Jeanette drept "o legendă a muzicii spaniole și muza pop-ului independent".

## Viață personală
După ce trupa sa, Pic-Nic, s-a destrămat la sfârșitul anilor 1960, Jeanette s-a mutat la Viena împreună cu soțul ei, fotbalistul maghiar László Kristof și a trăit liniștită ca casnică și mamă a singurului lor copil, Blythe.

## Discografie
- 1968: Pic-Nic
- 1969: Cállate niña
- 1973: Palabras, promesas
- 1976: Porque te vas
- 1977: Todo es nuevo
- 1981: Corazón de poeta
- 1983: Reluz
- 1984: Ojos en el sol
- 1988: Loca por la música